# Open Source Virtual Reality

Logo du projet OSVR

L'Open Source Virtual Reality (ou OSVR) est un projet open source, d'environnement au niveau matériel et logiciel pour la réalité virtuelle, axée pour le jeu vidéo. Née d'une association d'une vingtaine d'entreprises, elle regroupe actuellement 300 partenaires,,, comme des entreprises de jeux vidéo, de nouvelles technologies, ou des universités,.

## Développement
Le projet OSVR a été annoncé lors du CES de Las Vegas en janvier 2015, où Razer et Sensics (avec d'autres partenaires) ont présentés conjointement le projet OSVR. Des développeurs ont été sélectionnés pour son lancement en juillet 2015. Les précommande du grand public ont commencé en novembre 2015.

## Matériel
L'OSVR Hacker Dev Kit (HDK), (ou Razer OSVR), prévue dans un premier temps pour juin, puis pour juillet 2015, est un casque de réalité virtuelle, avec deux écrans 5 pouces, une résolution de 1 920 × 1 080 pixels à 60 Hz et un champ de vision à 100°, à 200 $ ou 300 $,,.
Il est compatible avec Android, Windows et Linux.

Il dispose en option d'un capteur Leap Motion qui s'accroche sur le casque de Razer, pour permettre une reconnaissance du mouvement des mains, pour l’interaction avec des objets virtuelles.

S’inscrivant dans le projet open-source, les plans du Dev Kit Hacker (HDK) sont disponibles sur le site d'OSVR,.

## Logiciel - Plugins - API
L'OSVR s’appuie sur des logiciels open source développés par les partenaires du projet, qui forme un ensemble d'outil pour développer des applications pour la VR.

L'Unreal Engine 4 est compatible avec l'OSVR avec un plugin pour la création de contenu VR.

## Contenu compatible
Certains des jeux avec le soutien d'OSVR,:
- Pollen
- 3rd Planet
- Skyworld
- World of Diving
- VirtualRealPorn
- Hellicott City
- Mythgreen VR
- Supreme Craft Lite VR
- TVRD - Tower VR Defence
- M.A.R.S. Extraction
- PongVR
- Urban Forces: Multiplayer FPS
- Ready Driver One

## Soutiens

### Consortium d'OSVR
- (50 partenaires environ)[4] : Bosch, Leap Motion, Razer, Gearbox, Nod, Sixense, Unity, Unreal[19] Otoy, bully, PrioVR, Trinity, SMI, Pebbles, Ubisoft, Vuzix, Technical Illusions, NodLabs, Untold Games, Tammeka Games, Aesthetic Interactive, ARCortex, castAR, Godhead VR, Homido, Hydra Interactive Entertainment, Littlstar, Mindfield Games Ltd, "Seebright, Inc.", Seven Hills Games, Stompz[4], Intel[14],[20], Acer[6].